# Diocese de La Paz en la Baja California Sur
A Diocese de La Paz en la Baja California Sur (em latim: Dioecesis Paciensis in California Inferiori Meridionali) é uma diocese da Igreja Católica localizada no município de La Paz, no estado da Baja California Sur , pertencente a Arquidiocese de Tijuana no México. Foi fundada em 13 de abril de 1957 pelo Papa Pio XII como Prefeitura Apostólica de La Paz en la Baja California Sur. Com uma população católica de 654.000 habitantes, sendo 81,2% da população total, possui 64 paróquias com dados de 2021.

## História
Em 13 de abril de 1957 o Papa Pio XII cria a Prefeitura Apostólica de La Paz en la Baja California Sur através do território do Vicariato Apostólico da Califórnia Inferiore. Em 1976 a prefeitura apostólica é elevada a Vicariato Apostólico de La Paz na Baixa Califórnia Sul. Em 1988 o vicariato apostólico é elevado a Diocese de La Paz en la Baja California Sur. Em 2006 a Diocese de La Paz en la Baja California Sur tem sua província eclesiástica alterada, passando de Hermosillo para Tijuana.

## Lista de bispos
A seguir uma lista de bispos desde a criação da prefeitura apostólica em 1957.
|                                                         | Nome                                       | Período                                    | Notas                                      |
| Bispos de La Paz en la Baja California Sur              | Bispos de La Paz en la Baja California Sur | Bispos de La Paz en la Baja California Sur | Bispos de La Paz en la Baja California Sur |
| ------------------------------------------------------- | ------------------------------------------ | ------------------------------------------ | ------------------------------------------ |
| 3º                                                      | Miguel Ángel Alba Díaz                     | 2001 - atual                               |                                            |
| 2º                                                      | Braulio Rafael León Villegas               | 1990 - 1999                                | Nomeado bispo de Ciudad Guzmán             |
| 1º                                                      | Gilberto Valbuena Sánchez                  | 1988 - 1989                                | Nomeado bispo de Colima                    |
| Vigário apostólico de La Paz en la Baja California Sur  |                                            |                                            |                                            |
| 1º                                                      | Gilberto Valbuena Sánchez                  | 1976 - 1988                                | Nomeado bispo dessa diocese                |
| Prefeito apostólico de La Paz en la Baja California Sur |                                            |                                            |                                            |
| 1º                                                      | Juan Giordani, F.S.C.J.                    | 1958 - 1976                                |                                            |